# Малі Березники
Малі Березники́ (рос. Малые Березники, ерз. Малые Березники) — село у складі Ромодановського району Мордовії, Росія. Входить до складу П'ятинського сільського поселення.

## Населення
Населення — 421 особа (2010; 478 у 2002).
Національний склад (станом на 2002 рік):
- росіяни — 82 %